# Matthias Nölke

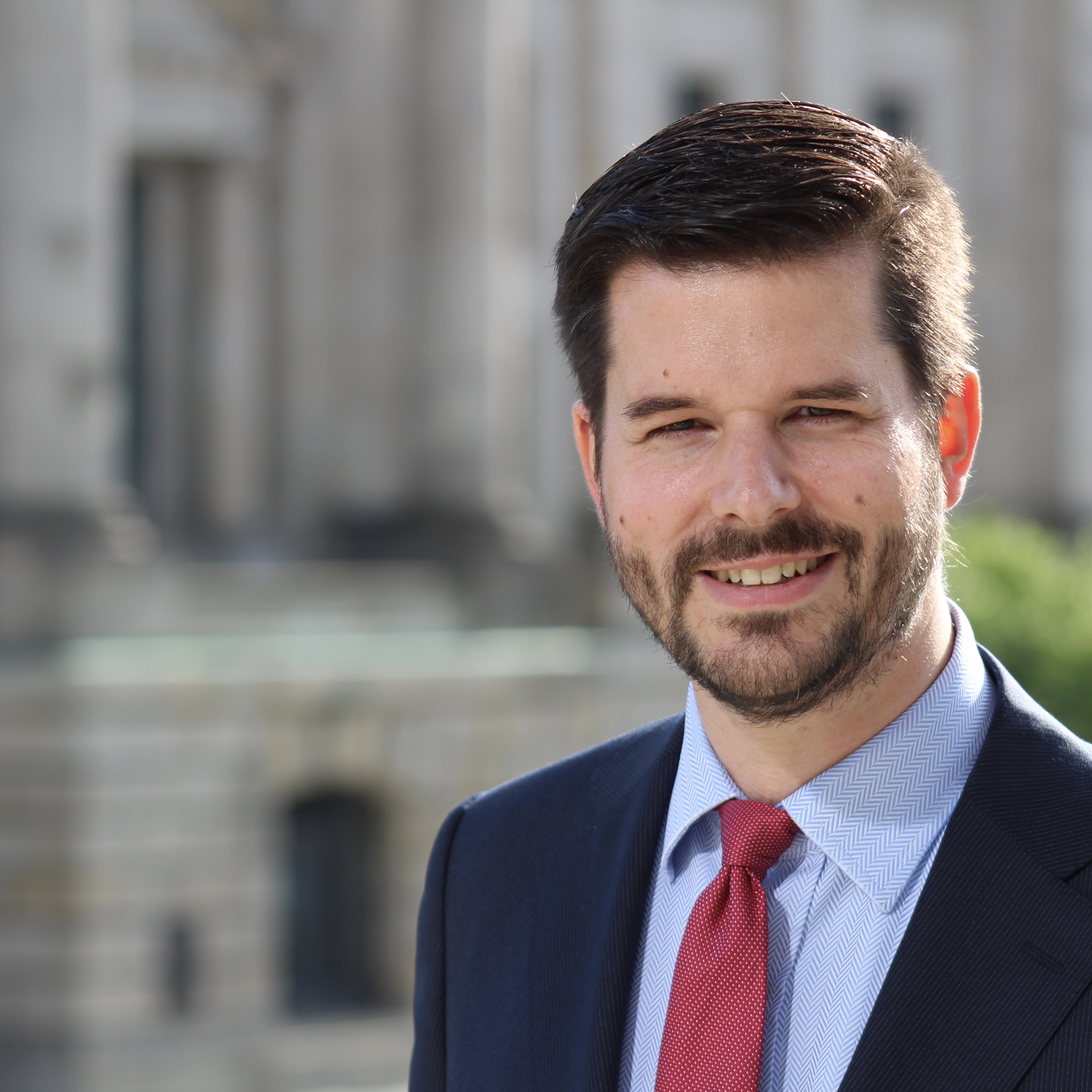
Matthias Nölke

Matthias Nölke (* 8. Januar 1980 in Kassel) ist ein deutscher Politiker (FDP). Er war von April 2020 bis Oktober 2021 Mitglied des Deutschen Bundestages. Seit Oktober 2023 ist er Stadtkämmerer und Wirtschaftsdezernent der Stadt Kassel.

## Leben
Nölke machte 1999 das Abitur am Goethe-Gymnasium in Kassel. Danach nahm er das Studium der Rechtswissenschaften an der Georg-August-Universität in Göttingen auf.
Im Jahre 1998 trat Matthias Nölke in die FDP ein und wurde auch Mitglied der Jungen Liberalen.
Seit 2004 arbeitet Nölke selbstständig im Großhandel.

## Politik
Nölke ist stellvertretender Bezirksvorsitzender der FDP Nord-Ost-Hessen und Kreisvorsitzender der FDP Kassel-Stadt. Zur Bundestagswahl 2017 kandidierte er erfolglos für den Bundestagswahlkreis Kassel, rückte dann aber am 28. April 2020 als Nachfolger von Stefan Ruppert in den Deutschen Bundestag nach. Hier war er ordentliches Mitglied im Ausschuss für Arbeit und Soziales und stellvertretendes Mitglied im Ausschuss für Gesundheit, der Enquete-Kommission Berufliche Bildung sowie im Ausschuss für Inneres und Heimat. Außerdem war er stellvertretender Vorsitzender der Deutsch-Baltischen Parlamentariergruppe. Bei der Bundestagswahl 2021 erzielte Nölke als Direktkandidat im Wahlkreis Kassel ein Ergebnis von 8,1 % und zog somit nicht in den Bundestag ein, da er auch nicht über die Landesliste gewählt wurde.
Nölke war von 2016 bis 2023 Mitglied der Kasseler Stadtverordnetenversammlung. In den Jahren 2016–2017 und 2021–2023 war er dort Vorsitzender der FDP-Fraktion, 2017–2021 führte er die Fraktion FDP, Freie Wähler und Piraten. Im Zuge der hessischen Kommunalwahlen im Jahr 2021 erreichte die FDP Kassel-Stadt mit Nölke als Spitzenkandidaten 5,64 % und somit ihr bestes Ergebnis seit 1993. Im Dezember 2022 unterzeichnete er für die FDP den Koalitionsvertrag mit Bündnis 90/Die Grünen und CDU zur Bildung der ersten Kasseler Jamaika-Koalition. Von dieser Koalitionsmehrheit wurde Nölke im September 2023 zum Stadtkämmerer gewählt, wodurch er aus der Stadtverordnetenversammlung ausschied. Seit Oktober 2023 leitet er das städtische Dezernat für Finanzen und Wirtschaft.
Im Dezember 2023 initiierte Nölke eine bundesweite Mitgliederbefragung, bei der sich 47 % der teilnehmenden FDP-Mitglieder für den Ausstieg aus der Ampelkoalition entschieden. Obwohl er damit eine Mehrheit verfehlte, sah Nölke die Abstimmung als Erfolg für die Kritiker der Regierungsbeteiligung an.